# Bibliotheca Corviniana
Bibliotheca Corviniana a fost  biblioteca regelui Matia Corvin (1443-1490), care a funcționat în Cetatea Buda. 
În secolul al XV-lea Biblioteca Corviniană era cea mai mare colecție europeană de cronici istorice și lucrări filosofice și științifice. Ea face parte din Moștenirea culturală mondială a documentelor. 
Cărțile și documentele bibliotecii au fost cumpărate de către solii regelui în Italia, Grecia și Asia Mică, fiind strânse peste 5000 de bucăți, în valoare de circa 33000 ducați de aur. După moartea monarhului, biblioteca a fost risipită, o parte fiind dusă la Istanbul de către otomani. 
În secolul al XIX-lea unele documente au fost restituite.